# (863) Бенкоэла
(863) Бенкоэла (лат. Benkoela) — астероид главного пояса астероидов, принадлежащий к спектральному классу А. Астероид был открыт 9 февраля 1917 года немецким астрономом Максом Вольфом в Гейдельбергской обсерватории на юго-западе Германии Происхождение названия точно неизвестно. Согласно предположению, название происходит от города Бенгкулу в Индонезии.
Астероид принадлежит к довольно редкому спектральному классу А. Этот астероид содержит в себе оливин и пироксен.
Радиометрические данные на длине волны в 10 мкм, собранные в обсерватории Китт-Пик в 1975 году, дали оценку диаметра астероида в 34 км.